# Битва при Эфесе (498 до н. э.)
Битва при Эфесе — сражение между восставшими ионийцами и персами в ходе Ионийского восстания.
Сражение окончилось поражением ионийцев.
…"персидские сатрапы по сю сторону Галиса, узнав о вторжении ионян, собрали свои силы и выступили на помощь лидийцам. В Сардах же персы уже не нашли ионян и, следуя за ними по пятам, настигли их в Эфесе. Ионяне построились в боевом порядке, но в битве были разбиты наголову. Персы убили много знатных ионян и среди них Евалкида, военачальника эретрийцев, который одержал несколько побед в состязаниях и был воспет и прославлен Симонидом Кеосским. Уцелевшие после битвы ионяне рассеялись по своим городам"….